# 夠愛 (歌曲)
《夠愛》是臺灣搖滾樂團東城衞團長陳德修（脩）與創作歌手謝和弦2007年為電視劇《終極一家》創作的插曲。該曲曾多次被重新製作和翻唱。

## 歌曲歷程
- 2007年，陳德修為電視劇《終極一家》創作插曲《夠愛》，並與東城衞成員在劇中客串登場親自演奏該曲，由負責填詞的歌手謝和弦在劇中負責演唱。歌曲版權由電視劇製作方及東城衞的經紀公司可米國際影視負責管理，然當時這首歌並未收錄在原聲帶中作正式發行。[1]

- 2009年，《夠愛》被用作《終極三國》的片尾曲，該版本由歌手曾沛慈負責演唱，被收錄在原聲帶《強辯之【終極三國】三團鼎立SUPER大鬥陣》中。該曲的發行藝人為「曾沛慈+東城衞」，原聲帶由相信音樂製作，環球音樂代理發行。

- 2010年，東城衞將《夠愛》重新編曲收錄在的《東城衞D.C.W.同名迷你專輯》中，專輯由華納音樂發行。

- 2020年，原作詞人謝和弦在未獲得版權方授權的情況下，將其改編翻唱的《夠愛2.0》的音檔上傳YouTube，並標注自己為單獨作曲者，引發版權及著作權爭議。[1] 2021年，智慧財產及商業法院裁定《夠愛》一曲的作曲人是陳德修。[3]
- 2025年，原作詞人謝和弦宣布已於2021年10月31日起，聯合版權代理方全球終止歌詞授權。
- 謝和弦聲明：對於外界誤認「夠愛一詞」的版權屬於「可米」&「陳德修」這件事是荒謬的。 謝和弦本人從2007年至今18年來，從未簽署過任何一份「夠愛一詞」的授權合約。當年也「拒絕簽署」讓「可米」永久無償授權使用。  僅口頭承諾「以謝和弦為原唱」作為當時「劇中片段」feat.東城衛演出形式之使用。（意即市面上所有未經授權發行之《夠愛》皆侵害謝和弦之權利）  再次嚴正聲明，馬槽音樂(OP)做為謝和弦的原創出版單位與代理公司亞神音樂（SP）、Must中華音樂著作權協會達成共識，早已於2021年10月31日起正式停止「全球」《夠愛》一詞的授權、不再提供歌詞的使用。（包含公開演出、公開播送、公開傳輸）  陳德修先生本人「無權使用」謝和弦《夠愛》一詞之版權。

## 版權爭議
謝和弦改編翻唱成《夠愛2.0》，謝和弦還直接將2020年7月22日音檔上傳YouTube，歌曲版權爆發爭議，謝和弦和陳德修各說各話僵持不下。
可米國際影視事業股份有限公司2020年8月11日發布聲明，還原該曲創作始末，可米聲明中解釋：「本公司2007年因拍攝『終極一家』所需一首戲劇插曲，脩當時已譜好曲，公司覺得很適合，又因戲中謝和弦與東城衞是扮演同一個團體成員，因此由謝和弦填詞，於是兩個人共同創作『夠愛』，並以脩為作曲人、謝和弦為作詞人於該作品署名，絕無謝和弦經紀人所言，係因本公司主推東城衞，而把曲讓給脩掛名一事。本公司自始至終尊重每位創作人的創作結果，並積極維護各創作人的權益，特此聲明，以正視聽。」
後來曾沛慈於2009年翻唱《夠愛》，由相信音樂發行，2010年東城衞又翻唱了一次，由華納音樂發行，2020年8月12日謝和弦發布卻表示從來沒有收到過詞曲版稅，只有在出樂譜書時收到700元，他反問「過去13年《夠愛》的版稅到底到了誰手上呢？」如今他重新詮釋《夠愛》被指侵權，他吞不下去這口氣，有意付錢釐清版權權利，他也喊話可米國際影視、相信音樂跟華納音樂如果沒有在72小時內承認《夠愛》是他做曲的，他將會採取法律徒徑。
2021年一審出爐，法官裁定《夠愛》一曲的作曲人是陳德修。謝和弦及其妻擔任負責人的馬槽音樂，多次侵害陳德修的重製權、公開傳輸權、姓名表示權及名譽權，法院判賠39萬及法定遲延利息，並需登報澄清。謝和弦及馬槽音樂不服上訴，2022年6月二審判決出爐，法院維持原判。
2025年，原作詞人謝和弦宣布已於2021年10月31日起，聯合版權代理方全球終止歌詞授權。
謝和弦聲明：對於外界誤認「夠愛一詞」的版權屬於「可米」&「陳德修」這件事是荒謬的。 
謝和弦本人從2007年至今18年來，從未簽署過任何一份「夠愛一詞」的授權合約。當年也「拒絕簽署」讓「可米」永久無償授權使用。 僅口頭承諾「以謝和弦為原唱」作為當時「劇中片段」feat.東城衛演出形式之使用。（意即市面上所有未經授權發行之《夠愛》皆侵害謝和弦之權利） 
再次嚴正聲明，馬槽音樂(OP)做為謝和弦的原創出版單位與代理公司亞神音樂（SP）、Must中華音樂著作權協會達成共識，早已於2021年10月31日起正式停止「全球」《夠愛》一詞的授權、不再提供歌詞的使用。（包含公開演出、公開播送、公開傳輸）
陳德修先生本人「無權使用」謝和弦《夠愛》一詞之版權